# Nihonium
Nihonium (tidl. også eka-thallium) er det 113. grundstof i det periodiske system, med det kemiske symbol Nh, Stoffet findes ikke i naturen, men kan syntetiseres i uhyre små mængder ad gangen i laboratorier. IUPAC har tildelt navnet nihonium for at hædre de japanske forskningsresultater. Navnet stammer fra 'Nihon', der betyder "Japan" på japansk.
Den 30. december 2015 godkendte IUPAC eksistensen af grundstof nummer 113. De gav RIKEN-laboratoriet i Japan retten til at navngive grundstof nummer 113 efter et mytologisk begreb, et mineral, et sted eller land, en egenskab eller en forsker. Efter navneforslaget er offentliggjort, har folk fem måneder til at gøre indsigelser, før navnet bliver permanent.

## Egenskaber
Der foreligger i skrivende stund ikke meget om nihoniums egenskaber. Ud fra stoffets placering i det periodiske system må man forvente et blødt, sølvskinnende metal.

## Fremstilling af nihonium
Som andre tunge grundstoffer skabes nihonium ved kollisioner mellem accelererede ioner af relativt lette grundstoffer, og en "skydeskive" af et tungere grundstof. Herved skabes enten direkte en nihonium-kerne eller et tilsvarende tungt grundstof, som derefter kan henfalde til nihonium.

## Historie
I august 2003 skabte man grundstoffet moscovium ved en kollision mellem 48Ca og 243Am; dette stof henfaldt derefter til det første nihonium-atom videnskaben havde set. Opdagelsen blev offentliggjort den 1. februar året efter af et forskerhold med deltagere fra det Forenede kerneforskningsinstitut i Rusland og Lawrence Livermore National Laboratory i USA.

## Isotoper af nihonium
Man kender syv isotoper af nihonium, og det gennemgående træk blandt disse er at jo tungere isotop, desto længere halveringstid: Således har den tungest kendte nihonium-isotop, 287Nh, også den længste halveringstid; cirka 20 minutter.